# マリオ・ピント・デ・アンドラーデ

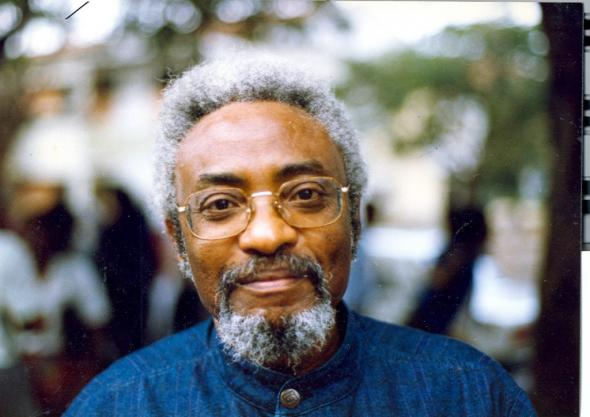
マリオ・ピント・デ・アンドラーデ

マリオ・コエーリョ・ピント・デ・アンドラーデ（Mário Pinto de Andrade、1928年8月21日 - 1990年8月26日）はアンゴラの詩人、政治家である。
ポルトガル領アンゴラのゴルンゴ・アルトで生まれ、リスボン大学で文献学を、パリのソルボンヌ大学で社会学を学んだ。その間にアンゴラにおけるポルトガル植民地支配に対する反抗活動を始め、反植民地詩を書いた。
1955年にアンゴラ共産党の設立に参加した。1956年にはアンゴラ解放人民運動(MPLA)の創設者となり、1960年から1962年まで議長を務めた。しかし、後継者のアゴスティーニョ・ネトと衝突し、1974年にMPLAから分離した。アンゴラは1975年11月11日に独立したが、アンドラーデはギニアビサウ、カーボベルデ、モザンビークと放浪生活を続けた。ロンドンで死去。